# El Paso Patriots
El Paso Patriots fue un equipo de fútbol de los Estados Unidos que alguna vez jugó en la USL Premier Development League, la cuarta liga de fútbol en importancia en el país.

## Historia
Fue fundado en el año 1989 en la ciudad de El Paso, Texas con el nombre El Paso Sixshooters como un miembro de la Southwest Indoor Soccer League y, en enero de 1990, cerró operaciones. A mediados de los años 1990, el club retornó con el nombre El Paso Spurs y, al año siguiente, fue vendido a unos inversores que incluían a Enrique Cervantes y Jaime Monardes.
Antes de la temporada 2010, mientras eran miembros de la USL Premier Development League, firmaron un contrato de afiliación con el CD Guadalajara de México y cambiaron su nombre a Chivas El Paso Patriots en un convenio que incluían patrocinadores, promoción y préstamo de jugadores menores de 20 años al club texano pero, en 2012, cambiaron su nombre por el más reciente y lo utilizaron hasta su desaparición en 2013.

## Palmarés
- USL PDL Southern Conference: 1

2005
- USL PDL Mid South Division: 2

2004, 2005
- USISL Pro League South Central Division: 1

1995
- US Open Cup: 0
  - Finalista: 1

1995
- USISL Southwest Division: 1

1992

## Temporadas
| Año     | División | Liga                | Temporada Regular | Playoffs                 | US Open Cup  |
| ------- | -------- | ------------------- | ----------------- | ------------------------ | ------------ |
| 1989/90 | N/A      | SISL Indoor         | 4º, Cactus        | No clasificó             | N/A          |
| 1990/91 | N/A      | SISL Indoor         | 8º, Southwest     | No clasificó             | N/A          |
| 1991    | N/A      | SISL                | 2º, Southwest     | Semifinales              | No participó |
| 1992    | N/A      | USISL               | 1º, Southwest     | No clasificó             | No participó |
| 1993    | N/A      | USISL               | 6º, Atlantic      | Sizzling Six             | No participó |
| 1994    | 3        | USISL               | 2º, Southwest     | Semifinal Divisional     | No participó |
| 1995    | 3        | USISL Pro League    | 1º, South Central | Final Divisional         | Final        |
| 1996    | 3        | USISL Select League | 3º, Pacific       | 1.ª Ronda                | 2.ª Ronda    |
| 1997    | 2        | USISL A-League      | 6º, Pacific       | No clasificó             | No clasificó |
| 1998    | 2        | USISL A-League      | 6th, Central      | No clasificó             | 3.ª Ronda    |
| 1999    | 2        | USISL A-League      | 5º, Pacific       | 1/4 de Conferencia       | No clasificó |
| 2000    | 2        | USISL A-League      | 4º, Pacific       | 1/4 de Conferencia       | No clasificó |
| 2001    | 2        | USISL A-League      | 7º, Western       | No clasificó             | 3.ª Ronda    |
| 2002    | 2        | USISL A-League      | 2º, Pacific       | 1.ª Ronda                | No clasificó |
| 2003    | 2        | USISL A-League      | 3º, Central       | No clasificó             | 3.ª Ronda    |
| 2004    | 4        | USL PDL             | 1º, Mid South     | Semifinal de Conferencia | No clasificó |
| 2005    | 4        | USL PDL             | 1º, Mid South     | Final Nacional           | 2.ª Ronda    |
| 2006    | 4        | USL PDL             | 3º, Mid South     | No clasificó             | No clasificó |
| 2007    | 4        | USL PDL             | 2.ª, Mid South    | Semifinal de Conferencia | 2.ª Ronda    |
| 2008    | 4        | USL PDL             | 3º, Mid South     | No clasificó             | No clasificó |
| 2009    | 4        | USL PDL             | 4º, Mid South     | No clasificó             | 2.ª Ronda    |
| 2010    | 4        | USL PDL             | 5º, Mid South     | No clasificó             | No clasificó |
| 2011    | 4        | USL PDL             | 2º, Mid South     | Semifinal de Conferencia | 1.ª Ronda    |
| 2012    | 4        | USL PDL             | 3º, Mid South     | No clasificó             | 2.ª Ronda    |
| 2013    | 4        | USL PDL             | 6º, Mid South     | No clasificó             | No clasificó |

## Estadios
- Estadio Sun Bowl; El Paso, Texas (2003)
- Dudley Field; El Paso, Texas (2004)
- Gary Del Palacios Field (Patriot Stadium); El Paso, Texas (2005-2012)
- SISD Student Activities Complex; El Paso, Texas (2013)

## Clubes afiliados
- CD Guadalajara (2010-12)

## Entrenadores
| - Dan Guard (1989-1990) - Marinho Chagas (1991-1992) - Oscar Lira (1993-1994-1995) - Francisco Paco Chávez (1996-1999) - Greg Petersen (2000) | - Alfredo Solares (2001 - interino) - Carlos Bracamontes (2001) - Tita (2002) - Miguel Murillo, (2002, 2008) | - Fernando Gutiérrez (2003) - Jesús Enríquez (2002-2003-2004-2005-2006) - Salvador Mercado (2007) - Javier McDonald (2008) |

## Jugadores destacados
- Ben Everson
- Carlos Farías
- Julio Daniel Frías[4]
- Freddy Juarez
- Dimitar Popov
- Steve Sengelmann
- César Sosa